# Avenue Édouard-Vaillant (Paris)
Pour les articles homonymes, voir Avenue Édouard-Vaillant.
Ne doit pas être confondu avec Square Édouard-Vaillant.
L'avenue Édouard-Vaillant est une voie du 16e arrondissement de Paris, en France.

## Situation et accès
L'avenue Édouard-Vaillant est une voie publique située dans le 16e arrondissement de Paris. Elle débute avenue Georges-Lafont et se termine avenue de la Porte-de-Saint-Cloud.

## Origine du nom

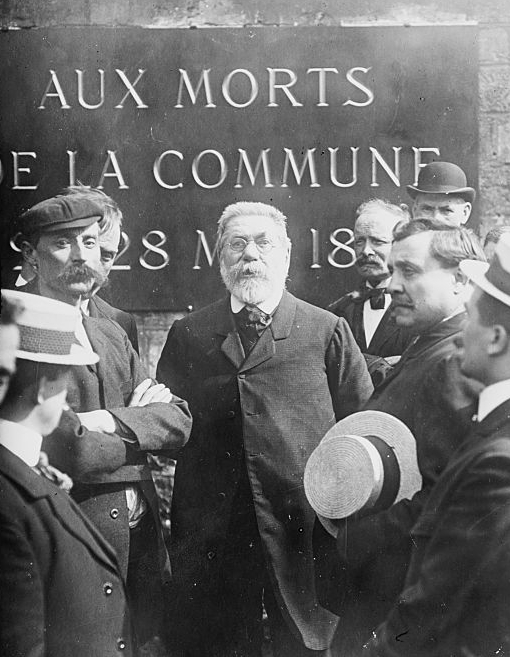
Édouard Vaillant devant le mur des Fédérés, au Père-Lachaise.

Elle porte le nom d'Édouard Vaillant (1840-1915), homme politique français.

## Historique
Cette avenue faisait partie de la route nationale no 10 située sur le territoire de Boulogne-Billancourt qui fut annexé à Paris par décret du 3 avril 1925.
L'avenue Édouard-Vaillant existe toujours à Boulogne-Billancourt.
Elle a été transformée lors de la création du boulevard périphérique en 1970.

## Bâtiments remarquables et lieux de mémoire
- Parc des Princes
- Porte de Saint-Cloud
- Square Roger-Coquoin
- Jardin Octave-Mirbeau[1]